# Diocesi di Hinche
La diocesi di Hinche (in latino Dioecesis Hinchensis) è una sede della Chiesa cattolica ad Haiti suffraganea dell'arcidiocesi di Cap-Haïtien. Nel 2021 contava 398.560 battezzati su 748.500 abitanti. È retta dal vescovo Désinord Jean.

## Territorio
La diocesi comprende il dipartimento del Centro ad Haiti.
Sede vescovile è la città di Hinche, dove si trova la cattedrale dell'Immacolata Concezione.
Il territorio è suddiviso in 53 parrocchie.

## Storia
La diocesi è stata eretta il 20 aprile 1972 con la bolla Animorum Christifidelium di papa Paolo VI, ricavandone il territorio dalle diocesi di Cap-Haïtien (oggi arcidiocesi) e di Les Gonaïves.
Originariamente suffraganea dell'arcidiocesi di Port-au-Prince, il 7 aprile 1988 è entrata a far parte della provincia ecclesiastica di Cap-Haïtien.
Il 31 gennaio 1991 ha ceduto una porzione del suo territorio a vantaggio dell'erezione della diocesi di Fort-Liberté.

## Cronotassi dei vescovi
Si omettono i periodi di sede vacante non superiori ai 2 anni o non storicamente accertati.
- Jean-Baptiste Décoste † (20 aprile 1972 - 20 maggio 1980 deceduto)
  - Sede vacante (1980-1982)
- Léonard Pétion Laroche † (22 maggio 1982 - 30 giugno 1998 ritirato)
- Louis Nerval Kébreau, S.D.B. (30 giugno 1998 - 1º marzo 2008 nominato arcivescovo di Cap-Haïtien)
- Simon Pierre Saint-Hillien, C.S.C. † (6 agosto 2009 - 22 luglio 2015 deceduto)
- Désinord Jean, dal 4 aprile 2016

## Statistiche
La diocesi nel 2021 su una popolazione di 748.500 persone contava 398.560 battezzati, corrispondenti al 53,2% del totale.
| anno | popolazione | popolazione | popolazione | presbiteri | presbiteri | presbiteri | presbiteri                | diaconi | religiosi | religiosi | parrocchie |
| anno | battezzati  | totale      | %           | numero     | secolari   | regolari   | battezzati per presbitero | diaconi | uomini    | donne     | parrocchie |
| ---- | ----------- | ----------- | ----------- | ---------- | ---------- | ---------- | ------------------------- | ------- | --------- | --------- | ---------- |
| 1976 | 280.000     | 400.000     | 70,0        | 15         | 2          | 13         | 18.666                    | 1       | 34        | 42        | 12         |
| 1980 | 286.750     | 500.000     | 57,4        | 17         | 2          | 15         | 16.867                    |         | 26        | 32        | 13         |
| 1990 | 166.500     | 212.000     | 78,5        | 21         | 10         | 11         | 7.928                     | 1       | 55        | 52        | 13         |
| 1997 | 350.000     | 500.000     | 70,0        | 34         | 29         | 5          | 10.294                    |         | 54        | 64        | 16         |
| 2000 | 350.000     | 500.000     | 70,0        | 45         | 40         | 5          | 7.777                     |         | 54        | 64        | 17         |
| 2001 | 480.000     | 600.000     | 80,0        | 31         | 27         | 4          | 15.483                    | 1       | 45        | 54        | 17         |
| 2002 | 330.000     | 510.000     | 64,7        | 37         | 32         | 5          | 8.918                     |         | 52        | 70        | 18         |
| 2003 | 320.000     | 512.000     | 62,5        | 40         | 35         | 5          | 8.000                     |         | 52        | 68        | 21         |
| 2004 | 321.000     | 514.000     | 62,5        | 41         | 38         | 3          | 7.829                     |         | 46        | 67        | 23         |
| 2006 | 327.000     | 518.000     | 63,1        | 43         | 41         | 2          | 7.604                     |         | 56        | 60        | 24         |
| 2013 | 355.000     | 584.000     | 60,8        | 55         | 50         | 5          | 6.454                     |         | 24        | 76        | 37         |
| 2016 | 420.000     | 652.000     | 64,4        | 89         | 84         | 5          | 4.719                     |         | 29        | 85        | 42         |
| 2019 | 399.000     | 759.550     | 52,5        | 91         | 87         | 4          | 4.384                     |         | 20        | 67        | 50         |
| 2021 | 398.560     | 748.500     | 53,2        | 92         | 88         | 4          | 4.332                     |         | 22        | 72        | 53         |